# Ain't Complaining
Albums de Status Quo
In the Army Now
(1986) Perfect Remedy
(1989)
Singles
1. Ain't Complaining
Sortie : 14 mars 1988
2. Who Gets the Love?
Sortie : 9 mai 1988
3. Burning Bridges
Sortie : 21 novembre 1988

Ain't Complaining est le dix-huitième album studio du groupe de Rock anglais, Status Quo. Il est sorti le 26 juin 1988 sur le label Vertigo Records et a été produit par Pip Williams.

## Historique
Cet album fut enregistré dans les Chipping Norton Recording Studios et studio Ridge Farm en Angleterre. Tout n'est pas clair entre le groupe et sa maison de disque, cette dernière n'étant pas d'accord sur le choix des titres et refusant notamment une composition de Francis Rossi et Bernie Frost, The Greatest Fighter qui devait être le titre phare de l'album.  
Cet album sera le premier depuis 1971 à ne pas se classer dans le top 10 des charts britanniques. Trois single seront tirés de l'album, Ain't Complaining (UK #19), Who Gets the Love? (UK #34 )et Burning Bridges (On an Off and On Again) (UK #5). Le groupe enregistra aussi une adaptation de Rocking All over the World, intitulée Running All over the World (UK #17) qui deviendra l'hymne officiel de l'évenement caritatif Sport Aid (1988) . Elle n'est pas incluse dans l'album mais dans sa réédition de 2006.
Lors de la tournée de promotion de l'album, le groupe donnera une suite de quatorze concerts à guichets fermés dans la salle de l' Olimpiisky Indoor Arena à Moscou totalisant plus de 300 000 spectateurs  .

## Liste des titres
| No  | Titre                    | Auteur                               | Durée |
| --- | ------------------------ | ------------------------------------ | ----- |
| 1.  | Ain't Complaining        | Rick Parfitt, Pip Williams           | 4:37  |
| 2.  | Everytime I Think of You | John Edwards, Jeff Rich, Mike Paxman | 3:48  |
| 3.  | One for the Money        | Parfitt, Williams                    | 4:52  |
| 4.  | Another Shipwreck        | Andy Bown                            | 3:48  |
| 5.  | Don't Mind If I Do       | Francis Rossi, Edwards               | 4:41  |
| 6.  | I Know You're Leaving    | Eric van Tijn, Jochem Fluitsma       | 4:45  |
| 7.  | Cross That Bridge        | John David                           | 3:31  |
| 8.  | Cream of the Crop        | Rossi, Bernie Frost                  | 4:03  |
| 9.  | The Loving Game          | Parfitt, Edwards, Rich               | 4:23  |
| 10. | Who Gets the Love?       | Williams, John Goodison              | 5:33  |
| 11. | Burning Bridges          | Rossi, Bown                          | 4:19  |
| 12. | Magic                    | Rossi, Frost                         | 3:52  |

### Titres bonus de la ré-édition 2006
| No  | Titre                      | Auteur                             | Durée |
| --- | -------------------------- | ---------------------------------- | ----- |
| 13. | That's Alright             | Rossi, Frost, Parfitt              | 3:29  |
| 14. | Lean Machine               | Rossi, Parffit                     | 3:37  |
| 15. | Halloween                  | Parfitt                            | 4:58  |
| 16. | The Reason for Goodbye     | Rossi, Parfitt, Goodison, Williams |       |
| 17. | The Greatest Fighter       | Rossi, Frost                       | 3:57  |
| 18. | Running All Over the World | John Fogerty                       | 3:31  |

### Version Deluxe
Disc 1
- Album original

Disc 2
1. "That's Alright" – face B – 12″ version de "Ain’t Complaining" - 3:32
2. "Lean Machine" – face B – 12″ version de "Ain’t Complaining" - 3:37
3. "Halloween" – face B – 12″ version de "Who Gets the Love?" - 4:59
4. "The Reason for Goodbye" – face B – 12″ version de "Who Gets the Love?" - 3:55
5. "The Greatest Fighter" – Outtake - 3:58
6. "Running All Over the World" – single - 3:33
7. "Ain’t Complaining" – version longue - 6:36
8. "Who Gets the Love" – version longue - 7:11
9. "Rockin All Over the World" – version de 1988 - 3:45
10. "Burning Bridges" – version longue -5:36
11. "Running All Over the World" – version longue- 5:46
12. "The Fighter" – Stand Up and Fight Remix –  démo 4 pistes - 4:20
13. "The Fighter" – Army Remix – démo 8 pistes - 4:02

Disc 3 (Live at Wembley, 07/07/1988; from BBC broadcast)
| No  | Titre                      | Auteur                                       | Durée |
| --- | -------------------------- | -------------------------------------------- | ----- |
| 1.  | Whatever You Want          | Parfitt, Bown                                | 5:06  |
| 2.  | Little Lady                | Parfitt                                      | 3:07  |
| 3.  | Roll Over Lay Down         | Rossi, Parfitt, Alan Lancaster, John Coghlan | 6:16  |
| 4.  | Cream of the Crop          | Rossi, Frost                                 | 4:17  |
| 5.  | Who Gets the Love?         | Williams, Goodison                           | 4:27  |
| 6.  | Hold You Back              | Rossi, Parfitt, Young                        | 4:48  |
| 7.  | Don't Drive My Car         | Parfitt, Bown                                | 5:05  |
| 8.  | Dirty Water                | Rossi, Bob Young                             | 4:00  |
| 9.  | In the Army Now            | Bolland & Bolland                            | 4:18  |
| 10. | Rockin' All Over the World | Fogerty                                      | 3:38  |
| 11. | Don't Waste My Time        | Rossi, Young                                 | 4:17  |
| 12. | Bye Bye Johnny             | Chuck Berry                                  | 7:23  |

## Musiciens
Status Quo
- Francis Rossi: chant, guitare solo
- Rick Parfitt: guitare rythmique, chœurs
- Andy Bown: claviers, chant sur Another Shipwreck
- John Edwards: basse
- Jeff Rich: batterie, percussion

Musiciens additionnels
- Bernie Frost: chœurs
- Paul "Wix" Wickens: claviers additionnels
- Graham Preskett: violon sur Cross That Bridge et Burning Bridges.

## Charts & certification

### Album
| Pays                          | Durée du classement | Meilleur classement | Date             |
| ----------------------------- | ------------------- | ------------------- | ---------------- |
| Allemagne (GfK Entertainment) | 6 semaines          | 33e                 | 30 mai 1988      |
| Autriche (Ö3 Austria Top 40)  | 10 semaines         | 11e                 | 1er juillet 1988 |
| Royaume-Uni (UK Albums Chart) | 5 semaines          | 12e                 | 18 juin 1988     |
| Norvège (VG-lista)            | 5 semaines          | 13e                 | 23 mai 1988      |
| Suède (Sverigetopplistan)     | 5 semaines          | 19e                 | 25 mai 1988      |
| Suisse (Schweizer Hitparade)  | 9 semaines          | 5e                  | 29 mai 1988      |

Certifications
| Pays        | Certification | Ventes    | Date        |
| ----------- | ------------- | --------- | ----------- |
| Royaume-Uni | Or            | 100 000 + | 24 mai 1988 |

### Singles
| Single                                   | Chart                 | Durée du classement | Position | Date             |
| ---------------------------------------- | --------------------- | ------------------- | -------- | ---------------- |
| Ain't Complaining                        | (UK Singles Chart)    | 6 semaines          | 19e      | 3 avril 1988     |
| Ain't Complaining                        | (Single Top 100)      | 11 semaines         | 39e      | 16 mai 1988      |
| Ain't Complaining                        | (Ö3 Austria Top 40)   | 12 semaines         | 5e       | 1er juillet 1988 |
| Ain't Complaining                        | (IRMA)                | 3 semaines          | 8e       | 30 mars 1988     |
| Ain't Complaining                        | (Schweizer Hitparade) | 2 semaines          | 21e      | 22 mai 1988      |
| Who Gets the Love                        | (UK Singles Chart)    | 4 semaines          | 34e      | 22 mai 1988      |
| Who Gets the Love                        | (IRMA)                | 1 semaine           | 27e      | 26 mai 1988      |
| Running All Over the World               | (UK Singles Chart)    | 6 semaines          | 17e      | 21 août 1988     |
| Running All Over the World               | (Single Top 100)      | 6 semaines          | 48e      | 3 octobre 1988   |
| Running All Over the World               | (IRMA)                | 2 semaines          | 9e       | 25 août 1988     |
| Burning Bridges (On an Off and On Again) | (UK Singles Chart)    | 10 semaines         | 5e       | 25 décembre 1988 |
| Burning Bridges (On an Off and On Again) | (IRMA)                | 5 semaines          | 8e       | 15 décembre 1988 |